# Pappa reale

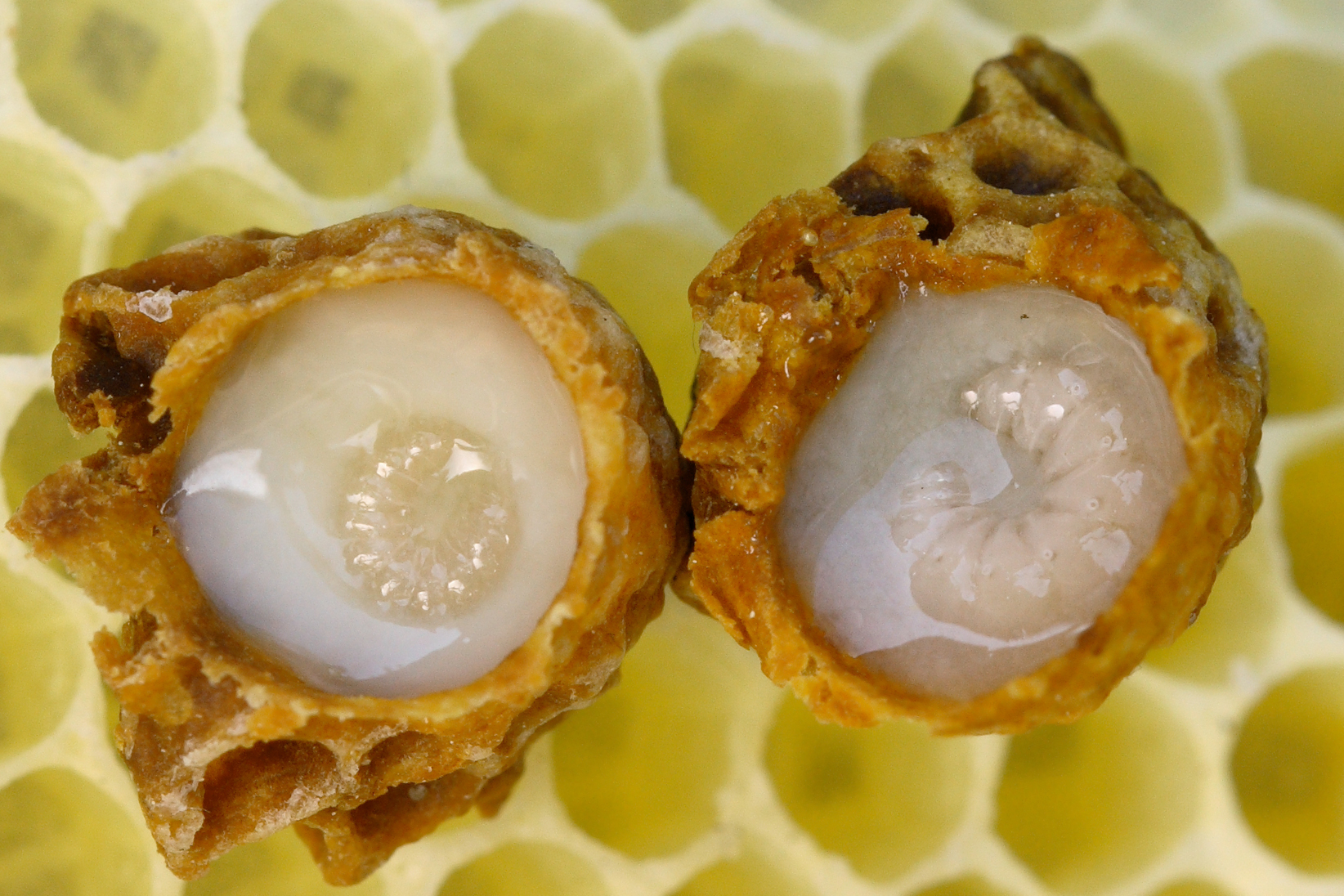
Larve di ape regina nella pappa reale

La pappa reale è prodotta dalle ghiandole ipofaringee e ghiandole mascellari delle api operaie e viene utilizzata dalle api come nutrimento per le larve fino a tre giorni di età e per l'ape regina.
Il termine reale deriva dal fatto che le larve alimentate esclusivamente con la pappa reale diventano regine ed è per questo che viene ritenuta un alimento nobile. Costituisce, nell'ambito dell'apicoltura, uno dei prodotti più pregiati delle arnie.

## Produzione
Le api producono questa sostanza grazie alla ghiandola ipofaringea e alla ghiandola mascellare.
Un alveare ben condotto può produrre, nella stagione estiva, circa 500 g di prodotto.

## Proprietà nutritive
È un alimento con caratteristiche nutrizionali molto particolari fra i prodotti naturali.

### Composizione della pappa reale
La pappa reale contiene in media:
- Lipidi: 4,5 %
- Glucidi: 14,5 %; in gran parte si tratta di glucosio e fruttosio (monosaccaridi), e, in proporzioni assai minori, di saccarosio, maltosio, erlosio, trealosio e melibiosio
- Protidi: 13 % (amminoacidi allo stato libero o combinati)
- Acqua: circa il 66 %.

Contiene anche vitamine B tracce di vitamina C ma non altri tipi di vitamine.

## Antibiotici e sulfamidici
In Europa, ai sensi del regolamento 2377/90, non sono previsti limiti residuali di antibiotici nei mieli e nella pappa reale che pertanto devono considerarsi vietati negli alveari in produzione. Sono invece ammessi in alcuni paesi (Italia esclusa) per la cura di alcune patologie quali la peste americana e la peste europea. In molti stati extraeuropei ne è consentito l'uso sistematico per la prevenzione delle medesime patologie. In particolare negli Stati Uniti è frequente l'uso di tetracicline e dei sulfamidici (sulfatiazolo).
Nella pappa reale proveniente dalla Cina sono frequenti le contaminazioni con il cloramfenicolo, classificato tossico per l'uomo.
La globalizzazione sta inoltre portando a frequenti episodi di contaminazione con cloramfenicolo dei mieli europei dovuti alle triangolazioni del mercato.